# Park Narodowy Ashizuri-Uwakai
Park Narodowy Ashizuri-Uwakai (jap. 足摺宇和海国立公園 Ashizuri-Uwakai Kokuritsu Kōen) – park narodowy w Japonii, utworzony 10 listopada 1972 roku. 
Park obejmuje ochroną południowo-zachodni kraniec wyspy Sikoku (Shikoku) wraz z jej najdalej na południe wysuniętym punktem, przylądkiem Ashizuri, w prefekturze Kōchi. 
Powierzchnia parku wynosi 111,66 km², charakteryzuje się skalistym wybrzeżem z wyniosłymi klifami, pomiędzy którymi występują piaszczyste plaże.

## Galeria

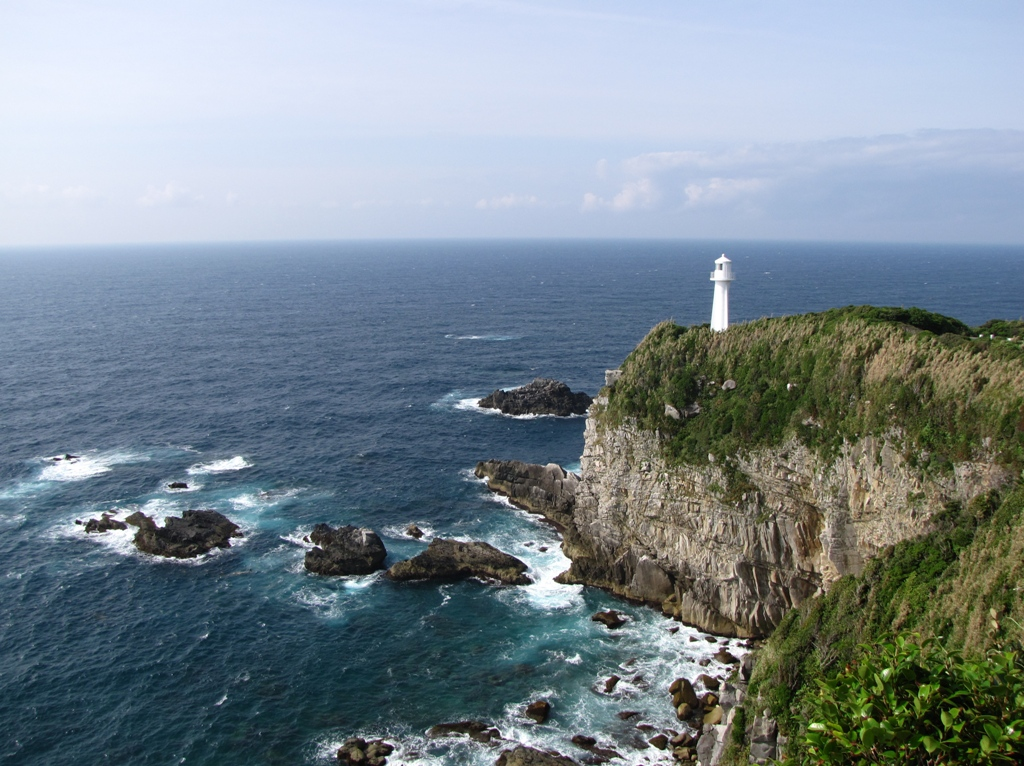
Przylądek Ashizuri
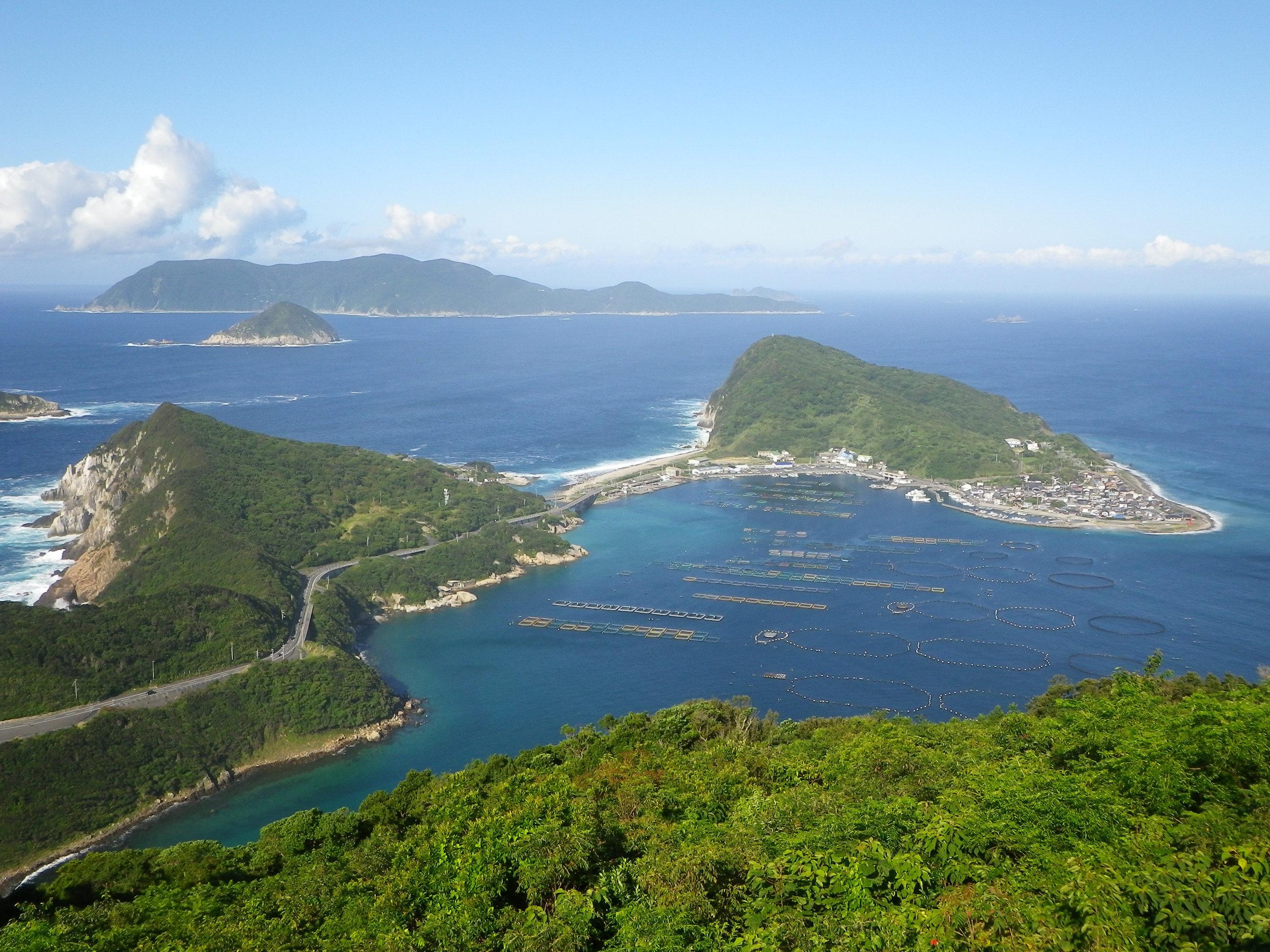
Widok wyspy Tosa Oki-no-shima